# Mummeïta
La mummeïta és un mineral de la classe dels sulfurs. Rep el seu nom en honor del William Gustav Mumme (1936-), mineralogista australià, que va ser el primer en estudiar el mineral, en reconeixement del seu treball sobre les sulfosals.

## Característiques
La mummeïta és una sulfosal (AmBnSp)de fórmula química Cu0.58Ag3.11Pb1.10Bi6.65S13, idealitzada com (Cu,Ag)3-4(Pb,Bi)7-8S13. Cristal·litza en el sistema monoclínic com intercreixements de cristalls columnars curts de fins a 1 mm, exdissolts a lamel·les alternes de mummeïta i una varietat seva anomenada mummeïta plumbocúprica. És de color gris i la seva duresa a l'escala de Mohs és 4.
Segons la classificació de Nickel-Strunz, la mummeïta pertany a «02.JA: Sulfosals de l'arquetip PbS, derivats de la galena amb poc o gens de Pb» juntament amb els següents minerals: benjaminita, borodaevita, cupropavonita, kitaibelita, livingstonita, makovickyita, pavonita, grumiplucita, mozgovaita, cupromakovickyita, kudriavita, cupromakopavonita, dantopaita, cuprobismutita, hodrušita, padĕraita, pizgrischita, kupčíkita, schapbachita, cuboargirita, bohdanowiczita, matildita i volynskita.

## Formació i jaciments
La mummeïta va ser descoberta l'any 1986 a la mina Alaska, al Comtat de San Juan (Colorado, Estats Units). També ha estat trobada a Vyšná Boca, a Žilina i la mina Rozália, a Banská Bystrica (Eslovàquia) i a les mines del districte Lavrion, a Àtica (Grècia).
Les mostres extretes de la mina Alaska solen trobar-se associades amb altres minerals com:calcopirita, esfalerita, pirita, ourayita, schapbachita, heyrovskyita i quars.